# Srinahan
Srinahan is een bestuurslaag in het regentschap Pekalongan van de provincie Midden-Java, Indonesië. Srinahan telt 2498 inwoners (volkstelling 2010).